# Alex Rasmussen
Alex Nicki Sylvest Rasmussen (Odense, 9 giugno 1984) è un ex pistard e ciclista su strada danese, vincitore di quattro titoli mondiali su pista, due nello scratch, uno nell'americana e uno nell'inseguimento a squadre, e professionista su strada dal 2009 al 2013.

## Carriera

### 2001-2006: i primi anni
Figlio del ciclista Claus Rasmussen e specialista della pista, Alex Rasmussen si mise in luce a partire dal 2001, quando vinse i titoli nazionali del chilometro e dell'inseguimento a squadre nella categoria Open. Nel 2004 vinse il suo primo titolo europeo, nello scratch Under-23, e si impose nella medesima specialità nell'evento di Coppa del mondo di Los Angeles.
Nel 2005 si laureò campione del mondo Open dello scratch e campione europeo Under-23 dello scratch e dell'americana. Nello stesso anno ottenne anche il primo successo di rilievo su strada, una tappa alla Stoccarda-Strasburgo, gara per Under-23. Nel 2006 ottenne su pista due successi in Coppa del mondo e su strada il Tour de Berlin, oltre a partecipare ai campionati del mondo a cronometro under-23.

### Dal 2007: il professionismo
Nel 2007 passò professionista su strada tra le file della squadra danese Odense Energi. Su pista vinse una prova di Coppa del mondo e la Sei giorni di Grenoble, mentre su strada si laureò campione danese in linea Elite. L'anno dopo si impose in una prova di Coppa del mondo e ancora nella Sei giorni di Grenoble; partecipò quindi ai Giochi olimpici di Pechino conquistando l'argento nell'inseguimento a squadre ed il sesto posto nell'americana. Su strada gareggiò con il Team Designa Køkken, vincendo una tappa al Tour de l'Oise e quattro tappe al Tour of Qinghai Lake in Cina.
Nel 2009 passò al Team Saxo Bank, squadra ProTour danese. Ai mondiali su pista di Pruszków si impose sia nell'inseguimento a squadre sia nell'americana; vinse inoltre le Sei giorni di Copenaghen e di Gand. Con la Nazionale danese partecipò infine alla cronometro dei campionati del mondo su strada, piazzandosi 24º. Nel 2010 vinse il titolo mondiale nello scratch, tre Sei giorni, una tappa alla Vuelta a Andalucía, il Grand Prix Herning e due tappe alla Quatre Jours de Dunkerque, partecipando ai campionati del mondo su strada sia nella prova in linea che in quella a cronometro.
Nel 2011 vestì la maglia della HTC-Highroad; quell'anno vinse la Sei giorni di Copenaghen su pista e la Philadelphia International Championship negli Stati Uniti. Partecipò inoltre al suo primo Giro d'Italia, durante il quale, dopo aver vinto la cronosquadre di apertura con la HTC, andò vicino al successo nella cronometro dell'ultimo giorno: nell'occasione concluse secondo, battuto dal solo David Millar. Nel 2012 viene ingaggiato dal Team Garmin-Barracuda.

## Palmarès

### Pista
- 2001

Campionati danesi, Inseguimento a squadre juniors (con Mikkel Kristensen, Jakob Dyrgaard e Mads Christensen)
Campionati danesi, Velocità juniors
Campionati danesi, Chilometro da fermo juniors
Campionati danesi, Chilometro da fermo élite
Campionati danesi, Inseguimento a squadre élite (con Mads Christensen, Morten Voss Christiansen e Dennis Rasmussen)
- 2002

Campionati danesi, Chilometro da fermo juniors
Campionati danesi, Inseguimento a squadre juniors (con Casper Jørgensen, Kasper Linde Jørgensen e Jakob Dyrgaard)
Campionati danesi, Corsa a punti juniors
Campionati danesi, Velocità juniors
Campionati danesi, Chilometro da fermo élite
- 2003

Campionati danesi, Inseguimento Under-23
Campionati danesi, Chilometro da fermo élite
Campionati danesi, Inseguimento a squadre élite (con Casper Jørgensen, Michael Berling e Jakob Dyrgaard)
- 2004

Campionati europei, Scratch Under-23
Campionati danesi, Inseguimento Under-23
Campionati danesi, Chilometro da fermo élite
Campionati danesi, Inseguimento élite
Campionati danesi, Inseguimento a squadre élite (con Casper Jørgensen, Michael Berling e Jakob Dyrgaard)
Cup Danmark Slutklassement, Omnium
UIV Cup Monaco di Baviera Under-23 (con Micheal Berling)
2ª prova Coppa del mondo 2004-2005, Scratch (Los Angeles)
- 2005

Classifica generale Coppa del mondo 2004-2005, Scratch
Campionati del mondo, Scratch
Campionati europei, Scratch Under-23
Campionati europei, Americana Under-23 (con Michael Mørkøv)
Campionati danesi, Inseguimento Under-23
Campionati danesi, Chilometro da fermo élite
Campionati danesi, Inseguimento élite
Campionati danesi, Inseguimento a squadre élite (con Casper Jørgensen, Michael Berling e Jakob Dyrgaard)
Campionati danesi, Americana élite (con Michael Berling)
Campionati danesi, Corsa a punti élite
UIV Cup Copenaghen Under-23 (con Micheal Berling)
Cup Danmark Slutklassement, Omnium
- 2006

4ª prova Coppa del mondo 2005-2006, Americana (Sydney, con Michael Mørkøv)
4ª prova Coppa del mondo 2005-2006, Inseguimento a squadre (Sydney, con Jens-Erik Madsen, Michael Mørkøv e Casper Jørgensen)
Campionati danesi, Inseguimento élite
Campionati danesi, Americana élite (con Michael Mørkøv)
Campionati danesi, Inseguimento a squadre élite (con Casper Jørgensen, Daniel Kreutzfeldt e Martin Lollesgaard)
Campionati danesi, Chilometro da fermo élite
- 2007

3ª prova Coppa del mondo 2006-2007, Americana (Los Angeles, con Michael Mørkøv)
Campionati danesi, Inseguimento élite
Campionati danesi, Inseguimento a squadre élite (con Casper Jørgensen, Daniel Kreutzfeldt e Martin Lollesgaard)
Campionati danesi, Corsa a punti élite
Campionati danesi, Americana élite (con Michael Mørkøv)
Sei giorni di Grenoble (con Michael Mørkøv)
- 2008

4ª prova Coppa del mondo 2007-2008, Americana (con Michael Mørkøv) (Copenaghen)
Cup Danmark, Omnium
Campionati danesi, Inseguimento élite
Campionati danesi, Americana élite (con Michael Mørkøv)
Sei giorni di Grenoble (con Michael Mørkøv)
Sei giorni di Copenaghen (con Michael Mørkøv)
- 2009

Sei giorni di Copenaghen (con Michael Mørkøv)
Campionati del mondo, Inseguimento a squadre (con Casper Jørgensen, Jens-Erik Madsen e Michael Færk Christensen)
Campionati del mondo, Americana (con Michael Mørkøv)
Sei giorni di Gand (con Michael Mørkøv)
Campionati danesi, Americana élite (con Michael Mørkøv)
- 2010

Sei giorni di Berlino (con Michael Mørkøv)
Sei giorni di Copenaghen (con Michael Mørkøv)
Campionati del mondo, Scratch
Sei giorni delle Rose (con Michael Mørkøv)
Campionati danesi, Americana élite (con Michael Mørkøv)
- 2011

Sei giorni di Copenaghen (con Michael Mørkøv)
- 2015

Sei giorni di Brema (con Marcel Kalz)
Sei giorni di Copenaghen (con Michael Mørkøv)
- 2016

Sei giorni di Copenaghen (con Jesper Mørkøv)

### Strada
- 2005 (Dilettanti Under-23)

3ª tappa Stoccarda-Strasburgo (Strasburgo, cronometro)
- 2006 (Dilettanti Under-23)

2ª tappa Tour de Berlin (Rudow)
3ª tappa, 1ª semitappa Tour de Berlin (cronometro)
Classifica generale Tour de Berlin
Fyn Rundt
Campionati danesi, Cronometro Under-23
- 2007 (Team Odense Energi, una vittoria)

Campionati danesi, Prova in linea
- 2008 (Team Designa Køkken, una vittoria)

3ª tappa Tour de l'Oise (Saint-Just-en-Chaussée > Clermont)
Prologo Tour of Qinghai Lake (Xining)
1ª tappa Tour of Qinghai Lake (Xining > Qinghai Lake)
3ª tappa Tour of Qinghai Lake (Bird Island > Xihaizhen)
9ª tappa Tour of Qinghai Lake (Xining > Xining)
- 2010 (Team Saxo Bank, quattro vittorie)

4ª tappa Vuelta a Andalucía (Malaga, cronometro)
Grand Prix Herning
1ª tappa Quatre Jours de Dunkerque (Dunkerque > Bray-Dunes)
3ª tappa Quatre Jours de Dunkerque (Menen > Ypres)
- 2011 (HTC-Highroad, una vittoria)

Philadelphia International Championship
- 2013 (Garmin-Sharp, una vittoria)

1ª tappa Bayern Rundfahrt (Pfaffenhofen an der Ilm > Mühldorf am Inn)
- 2014 (Riwal Cycling Team, due vittorie)

3ª tappa Dookoła Mazowsza (Kozienice > Kozienice)
4ª tappa Dookoła Mazowsza (Warszawa Wesoła > Wysokie Mazowieckie)

#### Altri successi
- 2006

Ringsted Grand Prix
1ª tappa Dan Bolig Cup (cronometro)
2ª tappa Dan Bolig Cup
Criterium di Allerød
- 2007

Criterium di Esbjerg
- 2010

Criterium di Kolding
Criterium di Odder
- 2012 (Team Garmin-Barracuda)

4ª tappa Giro d'Italia (cronosquadre)

## Piazzamenti

### Grandi Giri
- Giro d'Italia

2011: 154º
2012: 150º
- Vuelta a España

2013: 134º

### Classiche monumento
- Parigi-Roubaix

2011: 50º

### Competizioni mondiali
- Campionati del mondo su pista

Melbourne 2002 - Scratch Juniores: 3º
Ballerup 2002 - Scratch: 6º
Stoccarda 2003 - Scratch: 6º
Stoccarda 2003 - Inseguimento a squadre: 10º
Melbourne 2004 - Scratch: 7º
Melbourne 2004 - Inseguimento a squadre: 13º
Los Angeles 2005 - Scratch: vincitore
Los Angeles 2005 - Inseguimento a squadre: 9º
Los Angeles 2005 - Americana: 8º
Bordeaux 2006 - Scratch: 13º
Bordeaux 2006 - Inseguimento a squadre: 10º
Bordeaux 2006 - Americana: ritirato
Palma di Maiorca 2007 - Inseguimento a squadre: 3º
Palma di Maiorca 2007 - Americana: 8º
Manchester 2008 - Inseguimento a squadre: 2º
Manchester 2008 - Americana: 3º
Pruszków 2009 - Inseguimento a squadre: vincitore
Pruszków 2009 - Americana: vincitore
Ballerup 2010 - Scratch: vincitore
Ballerup 2010 - Americana: 4º
Cali 2014 - Inseguimento a squadre: 2º
Londra 2016 - Americana: 12º
- Campionati del mondo su strada

Salisburgo 2006 - Cronometro Under-23: 11º
Mendrisio 2009 - Cronometro Elite: 24º
Melbourne 2010 - Cronometro Elite: 18º
Melbourne 2010 - In linea Elite: ritirato
Toscana 2013 - Cronometro Elite: 43º
- Giochi olimpici

Pechino 2008 - Inseguimento a squadre: 2º
Pechino 2008 - Americana: 6º